# Comté de Harrison (Missouri)
Pour les articles homonymes, voir Comté de Harrison et Harrison.
Le comté de Harrison est un comté du Missouri aux États-Unis, peuplé de 8 850 habitants lors du recensement de 2000 et dont le siège est Bethany.

## Comtés adjacents
- Comté de Decatur (Iowa),